# آکینی ناگرجونا
آکینی ناگرجونا (به انگلیسی: Akkineni Nagarjuna) (زاده ۲۹ اوت ۱۹۵۹) بازیگر، تهیه‌کننده فیلم، مجری تلویزیونی و کارآفرین هندی است. ناگارجونا به همراه چند فیلم هندی و تامیلی عمدتاً به زبان تلوگو بازی کرده‌است. او ۹ جایزه دولتی ناندی، جایزه فیلم‌فیر جنوب و دو جایزه ملی فیلم یعنی برای فیلم من فقط با تو ازدواج می‌کنم دریافت کرده است، که او بهترین فیلم بلند به زبان تلوگو و جایزه ویژه بازیگر را برای فیلم آنامایا (۱۹۹۷) تهیه کرد.

## فیلم‌شناسی
فهرست برخی از فیلم‌هایی که آکینی ناگرجونا در آنها به ایفای نقش پرداخته‌است:
- لوک کارگیل
- شعله‌های آتش
- زخم
- ما
- آقای بیچاره
- نبرد نهایی
- گوویندا گوویندا
- نفس
- آتش و باران
- گیتانجلی
- پایان
- عشق
- صلح و انقلاب
- سوپر
- دان
- مبارزه
- مرد جوان افسونگر است
- زنده‌باد ونکاتسایا
- من فقط با تو ازدواج می‌کنم
- او همسر من است
- آزاد
- منجی
- در خیابان‌های آسمان
- چاندرا لکها
- خدای عشق
- خدای عشق ۲
- روح
- بیا، اوه ماه
- شیردی سای
- سیوا
- اتاق خواب پادشاه ۲
- آتش
- آنامایا
- برادرشوهرش خوشش آمد
- چایتانیا